# One Last Time (容祖兒歌曲)
〈One Last Time〉是香港歌手容祖兒的一首歌曲。該歌曲由江海迦（AGA）作曲，陳詠謙作詞。該歌曲作為單曲由英皇娛樂於2024年7月18日發行。

## 背景與發行
2024年3月，容祖兒接受采訪時表示將推出全新廣東專輯，並於2025年在香港舉辦全新主題大型演唱會。同年4月29日，容祖兒發行新專輯第一主打〈九秒九〉，亦爲自2021年專輯《薛丁格的貓》後的首支廣東單曲。故事延續香港創作男歌手湯令山2023年單曲〈緊急聯絡人〉，成為繼〈東京人壽〉之後的個人第二首五台冠軍歌。同年7月4日，容祖兒於品牌活動現場接受采訪時表示將與AGA合作新歌。同年7月5日，容祖兒於浙江衛視音樂真人秀節目《天賜的聲音第五季》演唱AGA作品〈孤雛〉，容祖兒隨即於Instagram分享該表演片段並透露新專輯第二主打由AGA作曲，並將於七月中正式派台。同年7月16日与17日，容祖兒於Instagram等社交媒體發布兩段MV預告片，預告新歌〈One Last Time〉將於7月18日於香港商業電台《叱咤樂壇》節目首播。

## 創作與錄製
容祖兒接受訪問表示，AGA是一位才華橫溢的歌手，擅長創作R&B風格的音樂，具有無可置疑的音樂觸感，她亦一直非常喜愛AGA的音樂作品。因此容祖兒主動聯繫監製舒文，表示自己已有一段時間沒有推出快歌，詢問是否可以演繹AGA作曲的新歌。結果收到兩首Demo，最終這兩首都被採納，其中之一便是〈One Last Time〉。在歌詞創作方面，容祖兒為填詞人陳詠謙設定了一個有趣的框架。她希望這首歌能夠讓大家在聽到時，不自覺地跟著唱和跳。因此，歌詞需要簡單易懂，但同時又能表達出一種態度。

## 音樂錄影帶
2024年7月16日与17日，容祖兒發布歌曲〈One Last Time〉的兩段MV預告片，並透露MV將同單曲於《叱咤樂壇》電台首播一小時後同步上架。MV由首次合作的導演Sheng Wong和曾合作〈九秒九〉的Maggie Leung共同執導。為了貫徹歌曲中要將面對末日的荒誕態度，容祖兒在MV中化身導演，自編自導自演了一場世界末日，從而演繹在末世中嬉戲到底的快樂無際。在為期兩日的拍攝過程中，容祖兒換了七個造型，遊走於香港的多個場景，包括花園街、尖沙咀美麗都大廈、電車廠等。這些場景雖然是人們日常生活中常見的地方，但在MV中被賦予了全新的視角和意義。MV最後，導演更搭建了一個廢墟般的家，期間會經歷百年一遇的暴雨和龍捲風，這些災難象征世界末日的來臨，但女主角仍安坐家中，自在地唱歌並投入地跳舞。

## 現場表演
2024年7月至8月，容祖兒於澳門新濠影滙綜藝館展開專場駐唱「Eternity 容祖兒演唱會」第二季，持續六個週末，共12場。容祖兒於第三場（7月20日）首演〈One Last Time〉，並成爲之後場次固定表演曲目。

## 曲目
| 曲序     | 曲目          |          | 作曲     | 编曲                  | 製作人   | 时长 |
| -------- | ------------- | -------- | -------- | --------------------- | -------- | ---- |
| 1.       | One Last Time | 陳詠謙   | 江海迦   | Jhen F (Future Sound) | 舒文     | 3:38 |
| 总时长： | 总时长：      | 总时长： | 总时长： | 总时长：              | 总时长： | 3:38 |

## 發行歷史
| 地區 | 日期          | 格式              | 分銷商   |
| ---- | ------------- | ----------------- | -------- |
| 全球 | 2024年7月18日 | 數位下載 串流媒體 | 英皇娛樂 |

## 派台榜單成績
| 週數 | 香港                         | 香港                          | 香港                  | 香港         | 香港                   |
| 週數 | 商業電台 叱咤903 903專業推介 | 香港電台第二台 中文歌曲龍虎榜 | 新城知訊台 勁爆流行榜 | TVB 勁歌金榜 | ViuTV Chill Club推介榜 |
| 週數 | 名次                         | 名次                          | 名次                  | 名次         | 名次                   |
| ---- | ---------------------------- | ----------------------------- | --------------------- | ------------ | ---------------------- |
| 30   | 18                           | -                             | -                     | -            | -                      |
| 31   | 9                            | -                             | 12                    | -            | -                      |
| 32   | -                            | 16                            | 8                     | 13           | -                      |
| 33   | 19                           | 18                            | 2                     | 9            | -                      |
| 34   | 12                           | 15                            | -                     | 8            | 6                      |
| 35   | -                            | 11                            | -                     | 8            | 2                      |
| 36   | -                            | 10                            | -                     | 6            | -                      |
| 37   | -                            | 4                             | -                     | -            | -                      |
| 38   | -                            | 1                             | -                     | -            | -                      |
| 39   | -                            | 7                             | -                     | -            | -                      |